# Кунево (Польща)
Кунево (пол. Kuniewo) — село в Польщі, у гміні Ґоздово Серпецького повіту Мазовецького воєводства.
Населення — 72 особи (2011).
У 1975-1998 роках село належало до Плоцького воєводства.

## Демографія
Демографічна структура станом на 31 березня 2011 року:
|          | Загалом | Допрацездатний вік | Працездатний вік | Постпрацездатний вік |
| -------- | ------- | ------------------ | ---------------- | -------------------- |
| Чоловіки | 33      | 6                  | 20               | 7                    |
| Жінки    | 39      | 11                 | 17               | 11                   |
| Разом    | 72      | 17                 | 37               | 18                   |